# Поторицька сільська рада
Поторицька сільська рада — колишній орган місцевого самоврядування у Сокальському районі Львівської області. Адміністративний центр ради — село Поториця. З 24 грудня 2020 в стані припинення.

## Населені пункти
Сільській раді підпорядковані населені пункти:
- с. Поториця
- с. Велике
- с. Горбків

## Склад ради
Рада складається з 20 депутатів та голови.

### Керівний склад попередніх скликань
| ПІБ                      | Основні відомості                                      | Дата обрання | Дата звільнення |
| ------------------------ | ------------------------------------------------------ | ------------ | --------------- |
| Смик Роман Володимирович | Сільський голова, 1965 р.н., освіта вища, безпартійний | 26.03.2006   | 31.10.2010      |
| Смик Роман Володимирович | Сільський голова, 1965 р.н., освіта вища, безпартійний | 31.10.2010   | 25.10.2015      |
| Юхим Тарас Богданович    | Сільський голова, 1979 р.н., освіта вища, безпартійний | 25.10.2015   | 25.10.2020      |

Примітка: таблиця складена за даними джерела